# الكأس السلطانية 1937
كَأْسُ السُّلْطَانِ حُسَين 1937 هي النُّسْخة الحادية والعِشرين من بُطولة كَأْس السُّلطان حُسَين. لُعبت البُطولة في عام 1937، وفاز بها المِصري بعد فوزه في النهائي على المُخْتَلط بنَتيجة 2–1.